# ミロ美術館
ミロ美術館（ミロびじゅつかん、カタルーニャ語: Fundació Joan Miró, Centre d'Estudis d'Art Contemporani）は、ジョアン・ミロの作品を主に収めた、バルセロナのムンジュイックの丘にある現代美術館。個人美術館としては世界最大であり、バルセロナの人々からは「ミロからの贈り物」と呼ばれている。

## 沿革
この美術館は、ミロが1968年に構想し、親友のジョアン・プラッツと共に設立したものである。ミロは芸術家たち、特に若い世代に現代美術の試みを促すような、新しい施設を作りたいと考えていた。またミロの友人たちも、ミロの作品を収めた美術館が故郷に無いことを残念に思っていた。無償で設計を担当したホセ・ルイ・セルトは、誰もが建物にアクセスし鑑賞ができるよう配慮し、また来館者が建物内を自然に進んでゆけるよう中庭とテラスを設けた。屋内は外光を充分に取り入れ、開放的な雰囲気である。
ムンジュイックの丘に建てられたミロ美術館は、1975年6月10日に開館した。初代館長のジョアキン・ゴミスはセルト同様ミロの親友であり、ミロは役員の一員となった。ミロ美術館は、美術館という枠組に対する新しい視点、そしてバルセロナの人々がいかに自らの文化遺産に触れられるかを体現するものだと宣言された。

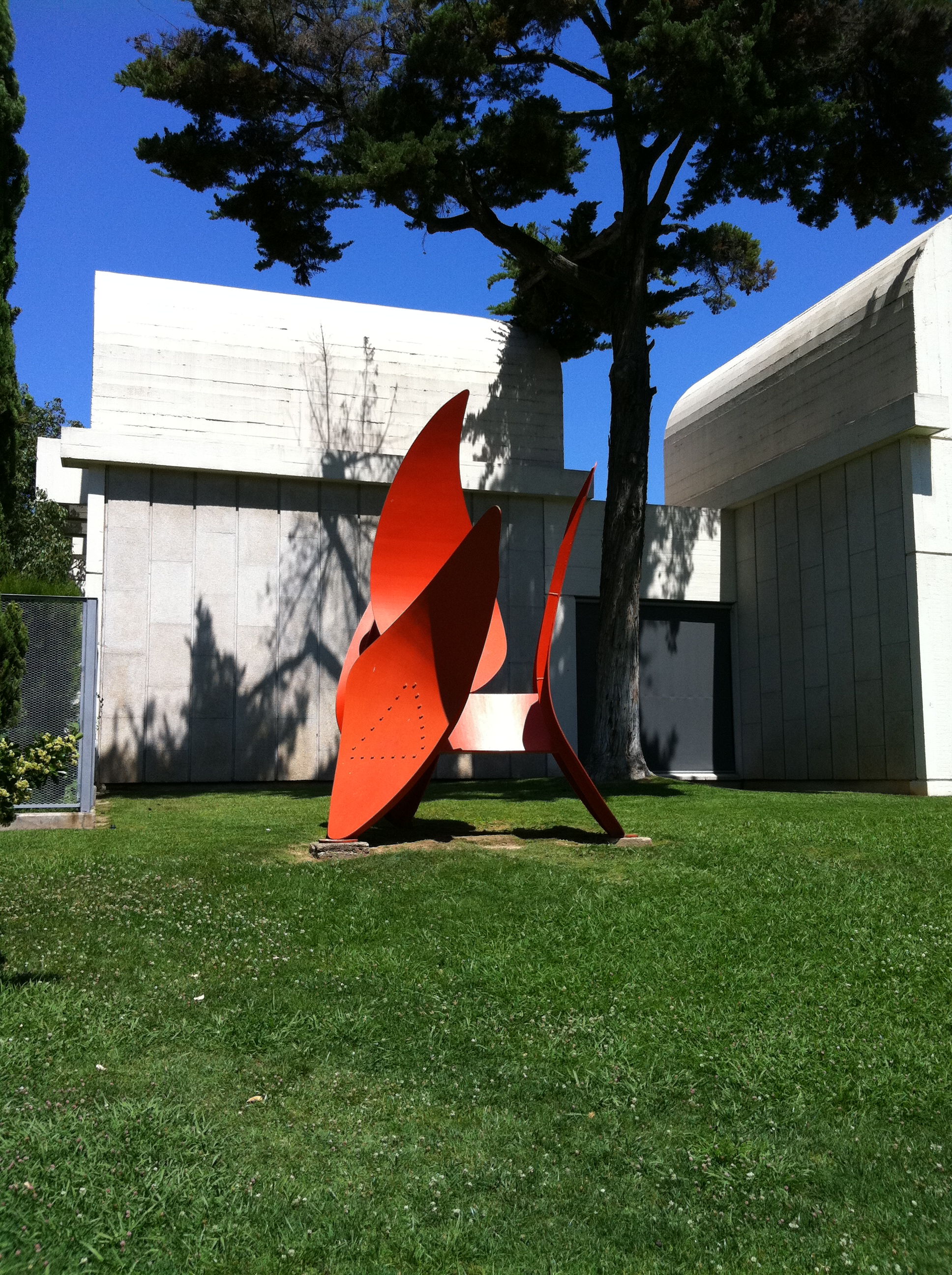
庭にある『4枚の翼』（アレクサンダー・カルダー作）

ミロの当初の構想に従い、若い実験芸術家たちの作品をプロモートするため、エスパイ13 (Espai 13) という名の部屋が建物内に作られている。建物は1986年に増築され、講堂と図書館が加わった。ミロ美術館は単にミロの作品を所蔵・展示するにとどまらず、現代芸術活動のセンターともなっている。

## ミロの作品
施設内の多くの作品はミロ自身によって寄贈された。初期と晩期の作品が多い。主なものを以下に挙げる。
- The wing of the lark ... - 1967年
- Hermitage of San Juan Huerta - 1917年
- Street Pedralbes - 1917年
- Portrait of a boy - 1919年
- Painting (the white gloves) - 1925年
- Flame in space and Naked woman - 1932年
- Character - 1934年
- Man and Woman in Front of a Pile of Excrement（『排泄物の山を前にした男と女（英語版）』） - 1935年
- Naked woman climbing a staircase（『階段を昇る裸婦』） - 1937年
- No - 1937年
- The Morning Star（『朝の星』） - 1940年
- Barcelona Series（『バルセロナ・シリーズ』） - 1944年
- The Diamond smiles at twilight - 1947年-1948年
- The Caress of a Bird（『鳥の愛撫（英語版）』） - 1967年
- The gold of the azure（『蒼天の金』）, 1967年
- Painting on white to a solitary cell I, II, III - 1968年
- Figure in front of the sun - 1968年
- Catalan peasant by moonlight - 1968年
- Project for a monument to the city (moon, sun and star)（『月・太陽・星（英語版）』） - 1968年
- Character - 1970年
- May 1968（『1968年5月』） - 1968年-1973年

## コレクション
美術館の所蔵品数は一万点を超える。ミロ以外には、ピーター・グリーナウェイ、エドゥアルド・チリーダ、ルネ・マグリット、マーク・ロスコ、アントニ・タピエス、アントニオ・サウラの作品がある。またアレクサンダー・カルダーの『4枚の翼』と『水銀の泉』もある。後者では泉を作るために液体状の水銀が使われている。水銀は有毒であるため、鑑賞者とガラスで隔てられている。この作品は、1937年パリ万博のスペイン館で、ピカソの『ゲルニカ』やミロの『刈り入れ人』と共に展示されていたものである。すなわち水銀鉱床地かつスペイン内戦の激戦地となっていたアルマデンを暗示した作品であり、共和派のシンボルとみなされた。
この美術館は、作品に関する各言語のウィキペディア記事を鑑賞者が読めるよう、QRペディアを使用している。